# Eurycarpus lanuginosus
Eurycarpus lanuginosus är en korsblommig växtart som först beskrevs av Joseph Dalton Hooker och Thomas Thomson, och fick sitt nu gällande namn av Viktor Petrovitj Botjantsev. Eurycarpus lanuginosus ingår i släktet Eurycarpus och familjen korsblommiga växter. Inga underarter finns listade i Catalogue of Life.